# Provincia de Luang Prabang
Luang Prabang (laosiano: ຫລວງພະບາງ) es una provincia de Laos, localizada en el norte del país mencionado.

## Geografía
Luang Prabang está situada sobre una península estrecha que biseca la conjunción del Río Mekong, fluyendo al sur a lo largo del lado oeste de la ciudad capital, y el Río Mae Kok, un tributario del Mekong. La punta de la península es el sitio de Wat que fue frecuentado por la familia real cuando esta residió allí, y es todavía un sitio de devoción para los laosianos locales que profesan el budismo, también comenzó a ser un lugar muy frecuentado por turistas. 
Posee 16.875 km² de superficie y una población total de 408,800 personas.

## Historia
Luang Prabang se hizo la primera capital de Laos en el 14o siglo cuando el Rey Fa Ngum volvió de Camboya donde él y su padre fueron exiliados por el rey anterior, el abuelo de Fa Ngum. Fa Ngum tenía el apoyo del Reino Siem Reap y había traído con él miles de soldados que establecieron su reino. Luang Prabang antes era conocido como Muang Sawa, pero su nombre fue posteriormente modificado por el actual cuando Camboya envió como regalo a Laos un Prabang de Buda totalmente hecho de oro. El Prabang es hoy el símbolo de la ciudad y una copia está en el museo. El verdadero fue enviado a la Unión Soviética en los años 1970 para saldar deudas. Más tarde esta pieza fue devuelta a Laos.

## Distritos
- Chomphet
- Louangphrabang
- Nambak
- Nan
- Ngoi
- Pak Xeng
- Park Ou
- Phonxay
- Phoukhoune
- Viengkham
- Xieng Ngeun